# Plusjobb
Plusjobb var en arbetsmarknadspolitisk åtgärd som regeringen Persson presenterade i Budgetpropositionen för 2006 (prop. 2005/06:1). 
Plusjobben innebar att en arbetsgivare som anställt en person som varit arbetslös i mer än två år kunde få en subvention på 100 procent av lönekostnaden upp till 1 000 kronor per dag. 
Reformen med plusjobb blev kortvarig och Regeringen Reinfeldt valde att i budgetpropositionen för år 2007 att avskaffa reformen.